# Mélétios Karabinis
Le métropolite Mélétios de France, de son nom séculier Ioannis Karabinis (en grec moderne : Ιωάννης Καραμπίνης), est né le 20 décembre 1914 à Kalamata, en Grèce, et mort le 19 avril 1993 à Paris.

## Biographie
Ordonné prêtre en 1940, Mélétios est nommé archevêque orthodoxe de Thyatire et de Grande-Bretagne en 1953 avant de devenir métropolite orthodoxe de France en 1963. Il conserve cette fonction jusqu'en 1988, année où il est remplacé par Jérémie Calligiorgis.